# Hermeo (pintor)
Hermeo (fl. siglo VI a. C.) fue un pintor ático de vasos.

## Biografía
Hermeo fue un pintor ático activo de finales del siglo VI a. C., perteneciente al grupo de Epicteto. Su firma aparece, junto con la de Cacrilión, en siete kílices con una sola figura en el tondo.
Es incierta la atribución a Hermeo de un kílix con una figura de Hermes conservado en el Museo Británico de Londres.